# I Love You, Beth Cooper
I Love You, Beth Cooper är en amerikansk långfilm från 2009 i regi av Chris Columbus, baserad på en bok av Larry Doyle.

## Handling
Dennis Cooverman är något av skolans nörd och han ska hålla tal på skolavslutningen. Under talet förklarar han sin kärlek till skolans snyggaste tjej, cheerleadern Beth Cooper. Sen avslöjar han saker och ting om var och en i klassen. 
Senare konfronteras han av Beth, och Dennis bestämmer sig för att bjuda in henne på en fest han anordnat. Beth dyker upp tillsammans med två av sina vänner och några andra personer som känner sig träffade av Dennis tal.

## Om filmen
Larry Doyle, som skrev boken filmen baserar sig på, har även skrivit filmens manus.

## Rollista i urval
- Hayden Panettiere - Beth Cooper
- Paul Rust - Dennis Cooverman
- Jack Carpenter - Rich Munsch
- Lauren London - Cammy
- Lauren Storm - Treece
- Shawn Roberts - Kevin
- Jared Keeso - Dustin